# Chiesa di San Pietro in Perticaia
La chiesa di San Pietro in Perticaia si trova nel comune di Rignano sull'Arno, in provincia di Firenze.

## Storia e descrizione
La chiesa è situata sulle colline tra Montecorneto e il Colle dell'Antica, a lato della strada provinciale che da Rignano e Bombone va verso San Donato in Collina. Il luogo, tuttora panoramico, era sede in periodo longobardo di una torre di avvistamento, riconoscibile probabilmente nell'edificio a destra dell'attuale chiesa. In questa fase deve essere esistita anche una chiesa, come testimonia la presenza della cripta di quell'epoca ritrovata con i restauri eseguiti negli anni ottanta del secolo scorso. Tale ambiente absidato potrebbe essere anche stata non una cripta, ma una cappella poi occultata dalla costruzione dell'attuale chiesa che può aver alzato il piano di calpestio.
La chiesa che si vede oggi dovrebbe risalire all'XI secolo, dato che è ricordata in un documento del 1066 come proprietà di un certo Rolando di Azzo che la donò alla madre Gisla che a sua volta la portò in dono al Monastero di San Pier Maggiore che ella stessa fondò. L'edificio conserva, nonostante i rimaneggiamenti, la primitiva struttura romanica con lo schema a semplice aula rettangolare con presbiterio rialzato chiusi dall'abside semicircolare. Il piccolo complesso comprende anche una canonica e i resti di un piccolo chiostro rinascimentale.
L'interno ospita un bel trittico attribuito al Maestro dell'Incoronazione di Christ Church (fine secolo XIV, proveniente dalla vicina chiesa di Santo Stefano a Torri) che era stato riquadrato con l'aggiunta di due Angeli della bottega di Francesco Curradi (prima metà del XVII secolo) poi rimossi. È presente anche un Crocifisso ligneo di pregevole fattura di scuola fiorentina, attribuito al Maestro di Monsanto (fine XV-inizi XVI secolo), proveniente dalla vicina chiesa di Santa Maria ma che può essere appartenuto anche alla Compagnia del S.S. Crocifisso di San Cristoforo in Perticaia.